# مرگ و دوشیزه (نمایشنامه)
مرگ و دوشیزه یا دوشیزه و مرگ یا مرگ و دختر جوان یا مرگ و دختر نخستین نمایشنامهٔ آریل دورفمان است. فیلمی به همین نام از رویش به کارگردانی رومن پولانسکی ساخته شده‌است.

## شخصیت‌ها
- پولینا سالاس - ۳۸ ساله
- هراردو اسکوبار - همسرش، وکیل، حدود ۴۵ ساله
- روبرتو میراندا - دکتر، حدود ۵۰ ساله

## داستان
پائولینا سالاس یک زندانی سیاسی سابق در یکی از کشورهای آمریکای لاتین است که توسط یک پزشک سادیست که هرگز چهره اش را ندیده بود مورد تجاوز قرار گرفته بود. سال‌ها بعد، پس از سقوط رژیم سرکوبگر، پائولینا در یک خانه روستایی با همسرش جراردو اسکوبار زندگی می‌کند. وقتی جراردو از دیدار رئیس‌جمهور برمی گردد، لاستیک پنچر می‌شود. غریبه ای به نام دکتر میراندا برای کمک به او می‌ایستد. دکتر میراندا جراردو را به خانه می‌رساند و اواخر شب برمی گردد. پائولینا از روی صدا و رفتار میراندا او را به جا می‌آورد.